# Jaco Erasmus
Pas d'image ? Cliquez ici

a Compétitions nationales et continentales officielles uniquement.

b Matchs officiels uniquement.
Dernière mise à jour le 18 novembre 2021.
Jaco Erasmus (né le 31 juillet 1979 à Empangeni en Afrique du Sud)  est un joueur italien de rugby à XV, d'origine sud-africaine, de 1,98 m pour 105 kg. Il est deuxième ligne. 
Il évolue pour le club de Arix Viadana.

## Biographie
Jaco Erasmus rejoint l'Italie où il évolue à Bologne en 2001-2002, à Silea en 2002-2003 et à Trévise en 2003-2004.  

## Carrière

### En club
- Bologne  Italie 2001-2002
- Silea  Italie 2002-2003
- Trévise  Italie  2003-2004
- Arix Viadana  Italie 2006- (Championnat d'Italie)

Il a disputé 5 rencontres de Coupe d'Europe de rugby à XV en 2003-2004, 5 rencontres en 2007-2008, inscrivant 4 essais lors de la dernière saison. Il a joué 12 rencontres de Challenge européen de rugby à XV.

### En équipe nationale
Il a honoré sa première cape internationale en équipe d'Italie le 21 juin 2008 contre l'équipe d'Afrique du Sud, convoqué par son compatriote Nick Mallett.

## Palmarès

### En équipe nationale
(À jour au 27.09.2008)
- 1 sélection en équipe d'Italie depuis 2008
- Sélection par année : 1 en 2008
- Tournoi des Six Nations disputé : aucun.